# Архієпархія Уппсали
59°51′29″ пн. ш. 17°38′00″ сх. д. / 59.85805556° пн. ш. 17.63333333° сх. д.
Архієпархія Уппсали (швед. Uppsala ärkestift) — одна з тринадцяти єпархій Церкви Швеції та єдина, що має статус архієпархії. Єпархія охоплює території ленів Уппсала і Євлеборг, а також частини ленів Стокгольм і Вестманланд. З 2014 року посаду архієпископа обіймає Ант'є Якелен. Головним храмом єпархії є Уппсальський собор.

## Історія
У середині XI століття архієпископ Гамбурга-Бремена Адальберт висвятив шістьох єпископів для Швеції. Двоє з них так і не обійняли свої посади. З решти чотирьох один зайняв ландскапи Вестерйотланд і Естерйотланд, базуючись у Скарі, другий був направлений до Сігтуни та Уппсали, третій на острови в Балтійському морі, базуючись у Бірці, а четвертий у Гельсінгланд. З цих чотирьох лише єпископ Скари мав під своєю владою певну територію, а територія решти єпархій не була визначена. Єпископи, послані до Швеції, фактично були місіонерами, які повинні були бути висвячені в єпископи, щоб виконувати обов'язки цієї посади, такі як освячення церков, висвячення священиків, хрещення та конфірмації тощо. Першим єпископом Сігтуни був Адальвард Молодший. Єпархія Сігтуна, ймовірно, була тимчасовою, і не пізніше 1240-х років Уппсала була резиденцією єпархії.
Першим архієпископом Уппсали був Стефан, цистерціанський монах зі знаменитого абатства Альвастра. Висвячений 5 серпня 1164 року. У 1273 році резиденцію архієпископа було перенесено з Уппсали (сучасне місто Стара Уппсала) до Естра-Арос, який в цей час був великим торгівельним центром. Причиною перенесення стало пошкодження існуючого собору в результаті пожежі, яка охопила його в першій половині XIII століття. Перебудова виявилася недоцільною. Близько 1270 року в Естра-Аросі почалося будівництво нового собору. Назва Уппсала також була перенесена на це місто. Освячення собору відбулося 1435 року.
Останнім католицьким архієпископом Уппсали був Йоганнес Магнус, усунений з посади королем Густавом Ерікссоном і змушений покинути Швецію в серпні 1526 року; у 1534 році він був висвячений на архієпископа Уппсали у Ватикані, але через Реформацію у Швеції не зміг зайняти свою посаду. Після смерті Йоганна Магнуса його молодший брат Олаус Магнус був обраний архієпископом Упсали і він також був титулярним архієпископом. Помер у 1557 році. У 1531 році Лаврентій Петрі був обраний і затверджений першим лютеранським архієпископом Уппсали.